# Ambrella longituba
 Ambrella  es un género monotípico que contiene una única especie: de orquídea epífita: Ambrella longituba que es originaria de Madagascar.

## Distribución y hábitat
Planta epífita que se encuentra en las selvas siempre húmedas en la región Centro-Norte en la meseta Antsiranana (altitud de 500 a 1000 m s. n. m.), riberas del Maky al pie del monte Ambre en Madagascar.

## Descripción
Son plantas epífitas que producen unas flores no muy vistosas y se encuentran sobre las ramas de Calliandra alternans.
Tienen numerosas raíces que se encuentran en su mayoría al aire sobre las ramas del árbol huésped.
Presentan varias hojas oblongo lanceoladas más anchas en el centro, agrupadas en matas. El tallo lateral que es corto emerge por un lateral de las hojas. Las flores de 1 a 3 pequeñas y poco vistosas.
Se puede cultivar sobre maceta con compost de epífita o sobre tronco. Luminosidad media. Temperatura de sierra intermedia o cálida.

Florecen en noviembre, en Madagascar.

## Taxonomía
El género fue descrito por Eugène Henri Perrier de la Bâthie y publicado en Bulletin de la Société Botanique de France 81: 655. 1934.
Etimología
Ambrella: nombre genérico geográfico que alude a su localización en el Monte Ambre de Madagascar.
longituba: epíteto latíno que significa "con largo tubo"